# Georges Henri Boivin
Pour l’article homonyme, voir Boivin.
Georges Henri Boivin, né le 26 décembre 1882 à Granby et mort le 7 août 1926 à Philadelphie, est un avocat et homme politique canadien.

## Biographie
Né à Granby en Montérégie, Georges Henri Boivin étudie à l'Académie de Granby, au St. Joseph's College et au Collège du manoir Granby à Marieville. En 1902, il reçoit un baccalauréat en arts de l'Université Laval à Montréal. Il étudie ensuite le droit dans le cabinet de Greenshields, Heneker & Miller de Montréal, lui permettant de devenir membre du Barreau du Québec en 1907. De 1908 à 1912, il exerce avec la firme McKeown & Boivin de Sweetsburg, aujourd'hui Cowansville. En 1907, il devient procureur de la couronne dans le district de Bedford.
Élu député à la Chambre des communes du Parti libéral du Canada dans la circonscription fédérale de Shefford en 1911, il est réélu en 1917, 1921 et en 1925. De 1925 à 1926, il sert comme ministre des Douanes et de l'Accise. Il ne se représente pas en 1926.
Georges Henri Boivin meurt des suites d'une péritonite aiguë causée à l'origine par une simple appendicite alors qu'il est délégué au congrès international des Chevaliers de Colomb à Philadelphie le 7 août 1926.
Son fils, Marcel Boivin, est également député de Shefford de 1945 à 1962.